# Hofmann-Haus

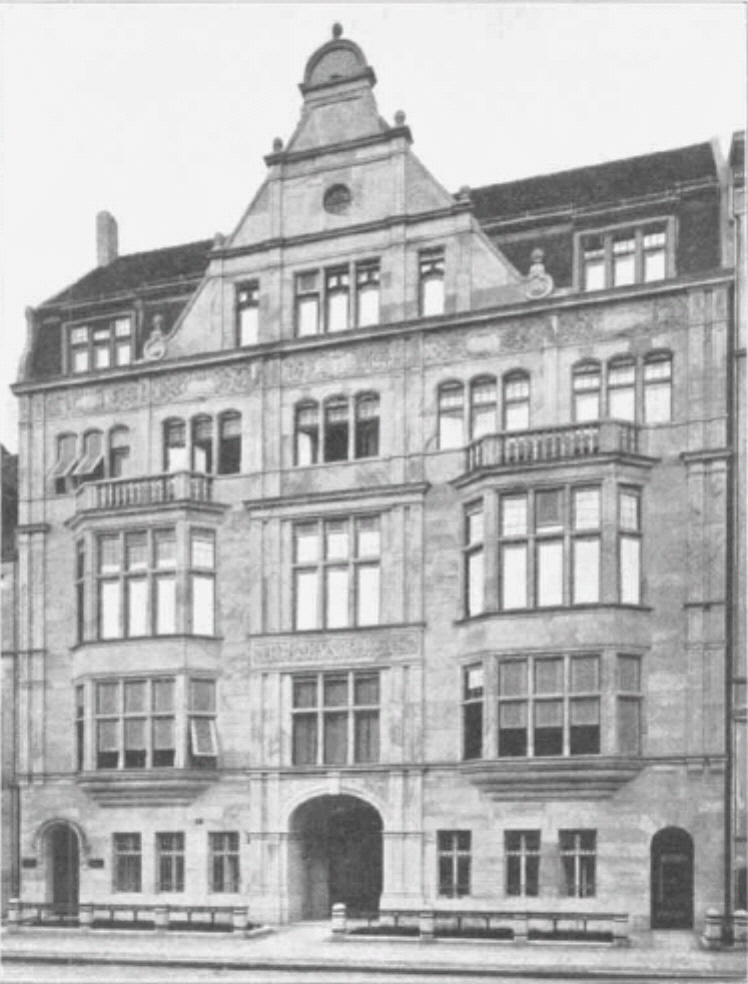
Das Hofmann-Haus, 1900

Das Hofmann-Haus war der 1899/1900 nach Plänen des Architekten Otto March erbaute Sitz der Deutschen Chemischen Gesellschaft an der Sigismundstraße 4 in Berlin-Tiergarten. Das zu Ehren ihres Begründers und langjährigen Präsidenten August Wilhelm von Hofmann benannte Gebäude diente als Vereinshaus und Verwaltungsbau. Sowohl der Bau wie seine Finanzierung spiegeln die enge Verflechtung zwischen den wissenschaftlichen und wirtschaftlichen Gesellschaften der Chemie, den chemischen Industrieunternehmen und ihren Vertretern im Deutschen Reich um 1900. Der 1907/1908 mit gleicher Fassadengestaltung an der Sigismundstraße 3 erstellte Erweiterungsbau beherbergte die Berufsgenossenschaft der chemischen Industrie. Das Hofmann-Haus steht am Anfang einer Entwicklung, bei der sich die Chemische Gesellschaft selber, die Berufsgenossenschaft sowie der Verein zur Wahrung der Interessen der Chemischen Industrie Deutschlands in der Sigismundstraße ausbreiteten und bis Ende der 1930er Jahre die Mehrzahl der Häuser in der kurzen Straße belegten. Bombenangriffe in den Jahren 1943 und 1944 zerstörten größtenteils das Gebäude und seinen Erweiterungsbau. Die in den letzten Tagen des Zweiten Weltkriegs in Brand gesetzte Ruine wurde zu Beginn der 1950er Jahre abgetragen und das Grundstück geräumt. Die Parzelle und ihre Nachbargrundstücke sind heute bebaut mit der Gemäldegalerie.

## Lage und Vorgängerbau

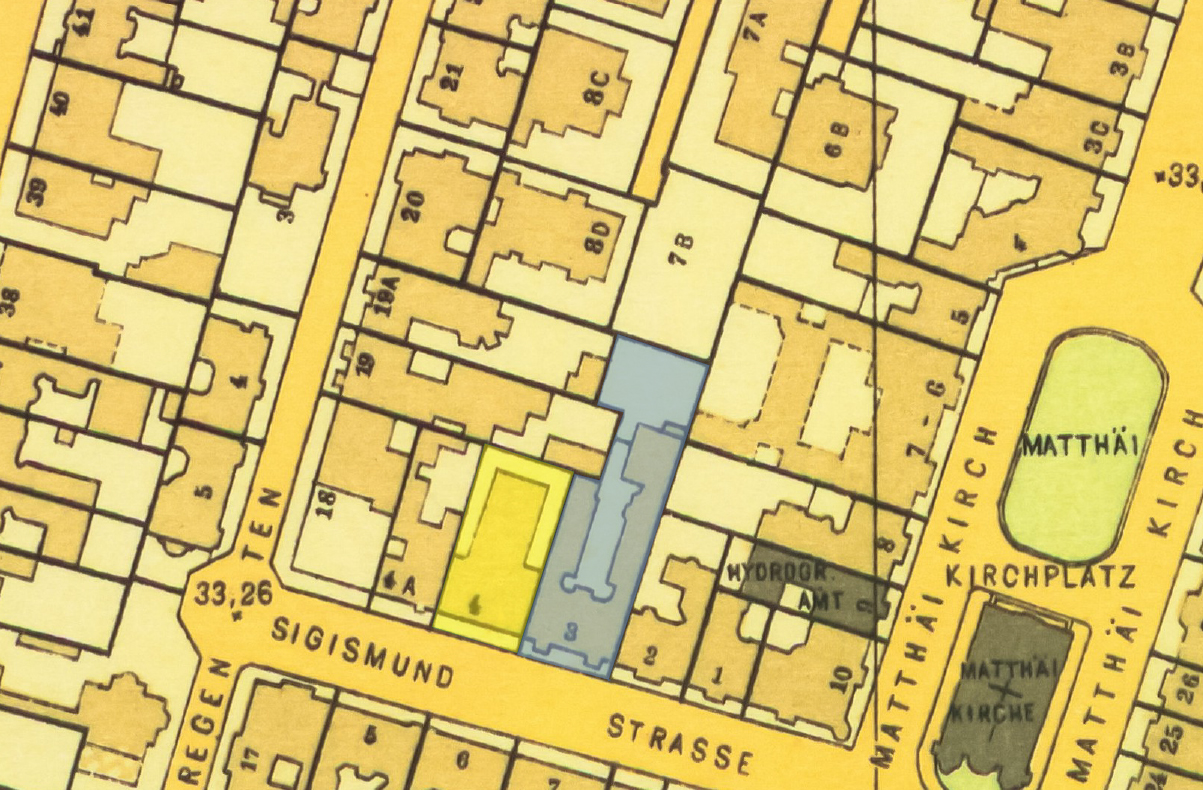
Lageplan des Hofmann-Hauses (gelb hinterlegt) und seines Erweiterungsbaues (blau hinterlegt)

Das Hofmann-Haus gehört zu den Nachfolgebauten der Villa Lehmann. Die vom Architekten Gustav Adolph Linke für den Stadtgerichtsrat Julius Carl Lehmann entworfene Villa stand auf dem nördlichen Eckgrundstück Sigismundstraße/Regentenstraße, der heutigen Hitzigallee. Nach dem Tod des Bauherrn verkauften seine Erben das große Grundstück 1893 dem Architekturbüro Kayser & von Großheim, das die Villa Lehmann und Nebengebäude abreißen und das Gelände neu parzellieren ließ. Auf den nunmehr fünf Grundstücken entstanden vier Stadtvillen, darunter die heute noch erhaltene Villa Parey, sowie das Hofmann-Haus. Diese Neubebauung widerspiegelt einerseits die zunehmende Verdichtung der Bebauung im Tiergartenviertel, andererseits aber auch das Vordringen institutioneller und staatlicher Bauherren in das bisherige Wohnviertel, das sich durch das Wachstum Berlins zu einer zentralen Lage entwickelte.

## Raumnöte der Deutschen Chemischen Gesellschaft und schwierige Finanzierung
Die Deutsche Chemische Gesellschaft war 1867 auf Initiative des Chemikers August Wilhelm von Hofmann nach Vorbild der englischen Chemical Society in Berlin gegründet worden. Nach ihren Statuten sorgte sie für regelmäßige Treffen der Mitglieder, stellte ihnen eine wissenschaftliche Bibliothek zur Verfügung und publizierte die ab 1868 erschienenen Berichte der Deutschen Chemischen Gesellschaft als Mitteilungsblatt des Vereins. Ohne eigenen Sitz führte die Gesellschaft in den ersten 30 Jahren ihres Bestehens ein Wanderleben und hielt ihre Sitzungen und Versammlungen in den Räumen der Bergakademie Berlin, danach in der Berliner Bauakademie und schließlich im großen Hörsaal des Chemischen Instituts in der Georgenstraße 35 ab, der dazu jeweils leergeräumt werden musste. Büro und Bibliothek befanden sich in den Anfangsjahren in den Privatwohnungen der jeweiligen Schriftführer. Ab 1884 stellte Ferdinand Tiemann dafür seine ihm zustehende Dienstwohnung am Chemischen Institut zur Verfügung. Diese Situation führte zum Wunsch nach einem eigenen Haus, ähnlich dem Langenbeck-Haus der Berliner Medizinischen Gesellschaft.
Nach dem Tod Hofmanns 1892 unterzeichneten zahlreiche Vertreter des wissenschaftlichen und öffentlichen Lebens einen Aufruf zur Begründung eines zu seinen Ehren benannten Hofmann-Hauses. Das Protektorat übernahm Kaiserin Friedrich, die mit dem Verstorbenen seit seiner Zeit in London befreundet war. Die mit dem Aufruf verbundene Sammlung erzielte rund 300.000 Mark. Schnell zeige sich aber, dass dieser Betrag nicht ausreichte für den Erwerb eines zentral gelegenen Grundstücks und für den Bau eines Hauses. Der am 9. Mai 1896 durch den Vorstandes der Chemischen Gesellschaft beschlossene Erwerb des Baugrundstückes an der Sigismundstraße 4 verschlang mit 275.000 Mark bereits einen großen Teil der Spendensumme. Um den eigentlichen Zweck der Chemischen Gesellschaft nicht zu gefährden, lagerte sie die Realisierung des Bauvorhabens 1898 in die Hofmann-Haus-Gesellschaft mit beschränkter Haftung aus. In diese neue Gesellschaft brachte die Deutsche Chemische Gesellschaft das bereits gesammelte Kapital von 300.000 Mark als Stammeinlage ein, zudem emittierte die Hofmann-Haus-Gesellschaft verzinsliche Anteilscheine für 300.000 Mark, womit insgesamt 600.000 Mark zur Verfügung standen. Zu den Zeichnern der Anteilscheine im Nennwert von 5.000 oder 10.000 Mark gehörten unter anderen Unternehmer und Industrielle wie Eduard Arnhold, Franz Oppenheim, Carl Spindler, Fritz von Friedlaender-Fuld, Bankiers wie Rudolph von Koch von der Deutschen Bank, aber auch chemische Unternehmen wie die Solvay-Werke in Bernburg oder Kunheim & Co. in Berlin. Das Hofmann-Haus sollte vorerst der Hofmann-Haus-Gesellschaft gehören. Erst nach Amortisation der letzten Anteilscheine sollte es in Alleinbesitz der Chemischen Gesellschaft übergehen. Der Amortisationsfond speiste sich aus der Miete, welche die Deutsche Chemische Gesellschaft und weitere eingemietete Institutionen zu entrichten hatten, abzüglich der Betriebskosten wie Heizung oder Beleuchtung sowie den Verzinsungskosten für die Anteile, wobei viele Zeichner von Anteilsscheinen auf die Verzinsung verzichteten.

## Bauzeit
Aus dem beschränkten Wettbewerb mit den Preisrichtern Hermann Ende und August Orth, zu dem das Architekturbüro Kayser & von Großheim, Otto Stahn und Otto March eingeladen waren, ging Otto March als Gewinner hervor. Er passte seinen Entwurf den Änderungswünschen der Kommission an und übernahm die Bauausführung, die örtliche Bauleitung verantwortete der Architekt J. Jäger. Am 15. Februar 1899 starteten die Bauarbeiten und am 20. Oktober 1900 erfolgte die feierliche Einweihung des Hofmann-Hauses.

Die geplanten Baukosten von 300.000 Mark wurden um 100.000 Mark überschritten, die noch vor den Anteilscheinen zu tilgen waren. Ursachen der Kostenüberschreitung lagen in der Verwendung von edlerem Baumaterial im Treppenhaus, Mehrkosten für das dort aufgestellte Standbild Hofmanns, die nur zum Teil durch besondere Spenden gedeckt wurden, sowie in der besseren Ausstattung des Sitzungssaales. Anlässlich des Eröffnungstages verzichtete aber rund die Hälfte der Zeichner auf die Rückzahlung ihrer Anteile, womit sich das zu amortisierende Kapital von 300.000 Mark um 140.000 Mark auf 160.000 Mark verringerte. Verschiedene Firmen spendeten chemische Apparate und Einrichtungen für die Laboratorien. Die Witwe Hofmanns, Bertha von Hoffmann, überließ der Deutschen Chemischen Gesellschaft die wissenschaftliche Bibliothek ihres Mannes und der mit Hertha von Siemens verheiratete Chemiker Carl Dietrich Harries spendete 7.000 Mark für Mobiliar, Beleuchtungskörper und Vorhänge in den Bibliotheksräume und dem Sitzungszimmer des Vorstands.

## Baubeschreibung

### Gliederung und Grundrisse

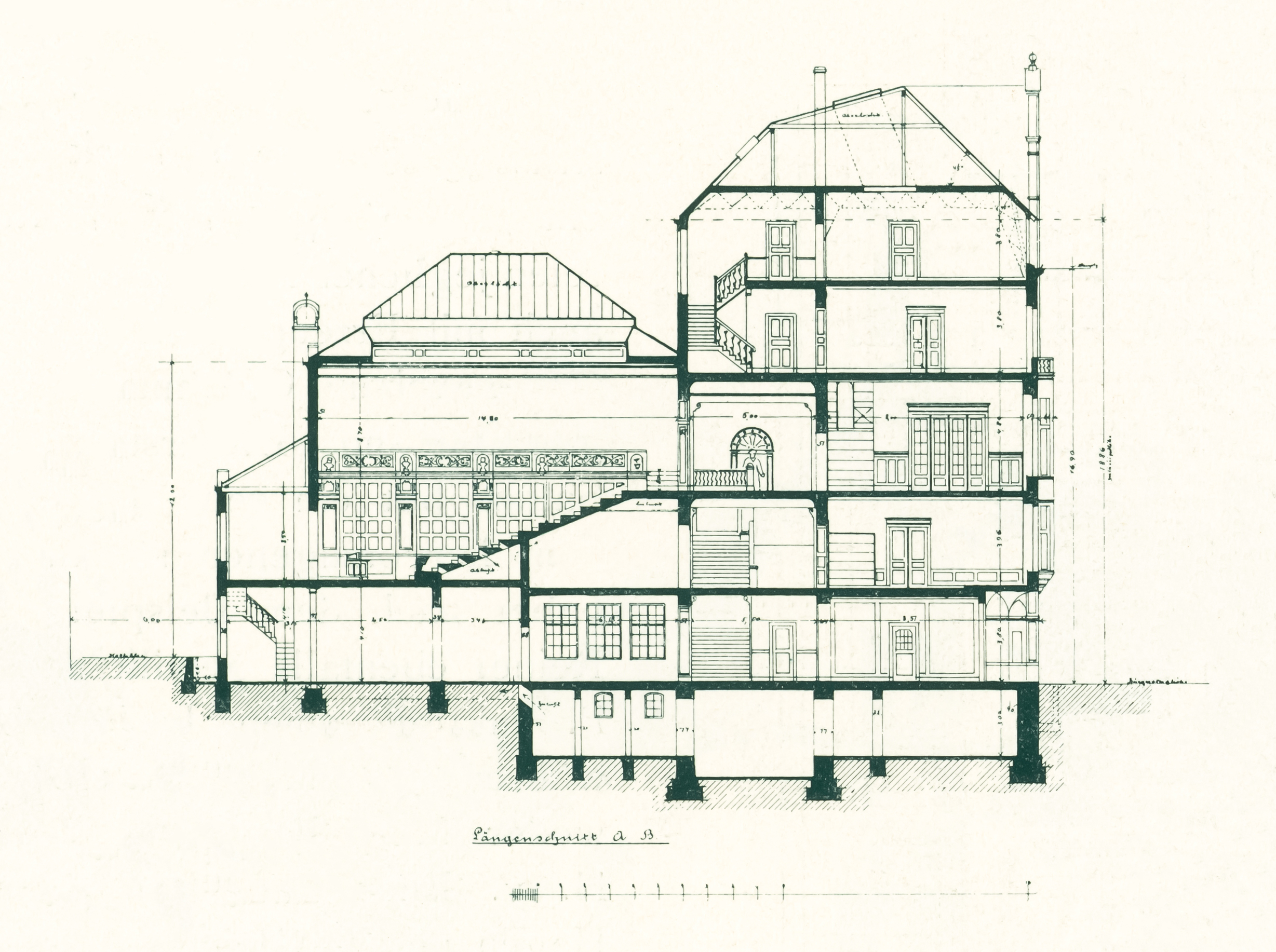
Schnitt durch das Hofmann-Haus

Das Gebäude gliederte sich in ein fünfgeschossiges Vorderhaus, das im Wesentlichen die selbst genutzten und vermieteten Geschäftsräume aufnahm, und ein dreigeschossiges Hinterhaus mit dem über zwei Geschosse reichenden Hörsaal. Wegen des hohen Grundwasserspiegels wurde das Haus nur teilweise unterkellert. Der Keller diente als Lager für Gerätschaften und nahm die technischen Installationen für Heizung und Lüftung auf. Die Warmwasserheizung lieferte die Firma Rietschel & Henneberg. Die elektrisch betriebene Lüftungsanlage für den Hörsaal der gleichen Firma saugte die Luft im Hof an, filterte und erwärmte sie bei Bedarf und ließ sie unter den Setzstufen im Hörsaal austreten. Die Abluft wurde durch Öffnungen im hölzernen Fries der Oberlichtdecke abgesaugt. So ließ sich die Luft im Hörsaal halbstündlich erneuern.
Der Haupteingang in der Mittelachse erschloss die öffentlich zugänglichen Räume und die repräsentativen Räumlichkeiten der Gesellschaft. Über einen Gang gelangten die Besucher in das Vestibül, im Grundriss als Vorplatz bezeichnet, und konnten bei Veranstaltungen ihr Kleidung in der Garderobe ablegen. Der elektrisch betriebene Aufzug auf der linken Seite beförderte Personen und Waren bis ins vierte Obergeschoss. Auf der rechten Seite führte das Haupttreppenhaus zu den Geschäftsräumen im ersten und zweiten Obergeschoss und zum Hörsaal. Das Haupttreppenhaus war ausgekleidet mit hellgelbem Untersberger Marmor, verlegt von der Firma Marmorindustrie Kiefer. In einer halbrunden Wandnische aus hellgelbem Marmor im oberen Teil des Treppenhauses zwischen dem ersten und zweiten Obergeschoss ehrte ein vom Bildhauer Hermann Hidding geschaffene Marmorstatue den Namensgeber des Hauses. Die begleitenden Marmorreliefs zeigten links Allegorien der studierenden Chemie und rechts der experimentellen Chemie, entworfen vom gleichen Bildhauer.
Im Erdgeschoss lagen die Wohnung des Hausmeisters und die Pförtnerwohnung, beide mit eigenem Eingang. Der Eingang auf der westlichen Seite erschloss neben der Pförtnerwohnung über einen Gang ein nicht öffentlichen Nebentreppenhaus, das alle Geschosse des Gebäudes verband. Das chemische Laboratorium im Erdgeschoss des Hinterhauses erlaubte wissenschaftliche Untersuchungen und diente zur Vorbereitung von Demonstrationen im Hörsaal. Eine Nebentreppe führte direkt in den Vorbereitungssaal des Hörsaals.
Im ersten Geschoss befanden sich die vornehm mit Marmor auskleideten Toilettenanlage und gegen die Straßenseite die Geschäftsräume der Gesellschaft. Dazu gehörte ihre Geschäftsstelle und die Redaktionen ihrer Publikationen. Zur Redaktion der Berichte der Deutschen Chemischen Gesellschaft kam ab 1901 die Redaktion des Chemischen Zentralblatts und die Redaktion von Beilsteins Handbuch der Organischen Chemie.
Das zweite Obergeschoss nahm die für die Chemische Gesellschaft wichtigsten Räume ein, die dementsprechend aufwendiger ausgestattet wurden. Vom weißgetünchten, mit Smyrnateppichen ausgelegten Korridor mit guter Sicht auf die Statue Hofmanns im Treppenhaus gelangten die Besucher in den mit 14,80 m Länge, 12,90 m Breite und 8,75 m Höhe größten Raum des Hauses, den Hörsaal. Neben den Versammlungen der Gesellschaft diente er auch für öffentliche Vorträge zu Themen von Chemie, Physik und Technik und verfügte über die notwendigen Einrichtungen für wissenschaftliche Demonstrationen und Experimente. Der fensterlose Saal erstreckte sich über die Höhe der beiden Hauptgeschosse, erhellt durch ein diskret bemaltes Oberlicht, ließ sich aber wie auch das übrige Haus elektrisch beleuchten. Der Vortragsraum verfügte über 254 bequeme Ledersitze, die sich auf den Mittelraum mit vom Experimentiertisch gegen den Eingang ansteigenden Sitzreihen und auf zwei Emporen an der Längsseite verteilten. Die Holzpaneele, Decke und Emporenbrüstungen aus Eichenholz betonten den repräsentativen Charakter des Raumes. Weiteren Schmuck sollte er später durch Bildnisse bedeutender Chemiker erhalten. Der Experimentiertisch als Zentrum des Hörsaals ließ sich bis auf 7,5 m vergrößern und durch Soffittenlampen hell erleuchten. Zu den technischen Einrichtungen gehörte auch eine Projektionsvorrichtung in Form eines Skioptikons und einer einrollbaren vier Meter großen Leinwand an der Wand hinter dem Experimentiertisch.
Auf der Straßenseite des 2. Obergeschosses lagen das Sitzungszimmer des Vorstandes und die Bibliothek mit Lesezimmer. Entsprechend ihrer Bedeutung erhielten auch diese Räume Wandverkleidungen und Decken aus Holz sowie einen Stabparkettboden, während in den übrigen Diensträumen Linoleum verlegt wurde. Das Vorstandszimmer, sein Vorzimmer und die Bibliothek ließen sich durch Öffnen der beiden trennenden Glaswände zu einem Raum vereinigen. Die Bibliotheksregale mit beweglichen Regalböden zogen sich entlang der Wände aller Räume und reichten vom Boden bis zu Decke. Eine eiserne Galerie auf halber Höhe des 4,8 m hohen Raumes, erschlossen durch je eine Wendeltreppe in der Bibliothek und im Vorstandszimmer, erlaubte den Zugriff auf die Bücher in den oberen Regalen.
Die Räume im 3. und 4. Obergeschoss waren vermietet an die Berufsgenossenschaft der Chemischen Industrie, Trägerin der seit 1884 bestehenden gesetzlichen Unfallversicherung, die bis dahin an der Französischen Straße 21 residierte. Ein weiterer Mieter war der Verein zur Wahrung der Interessen der chemischen Industrie. Im feuersicher angelegten Dachgeschoss befanden sich das Lager für Drucksachen sowie das Archiv.

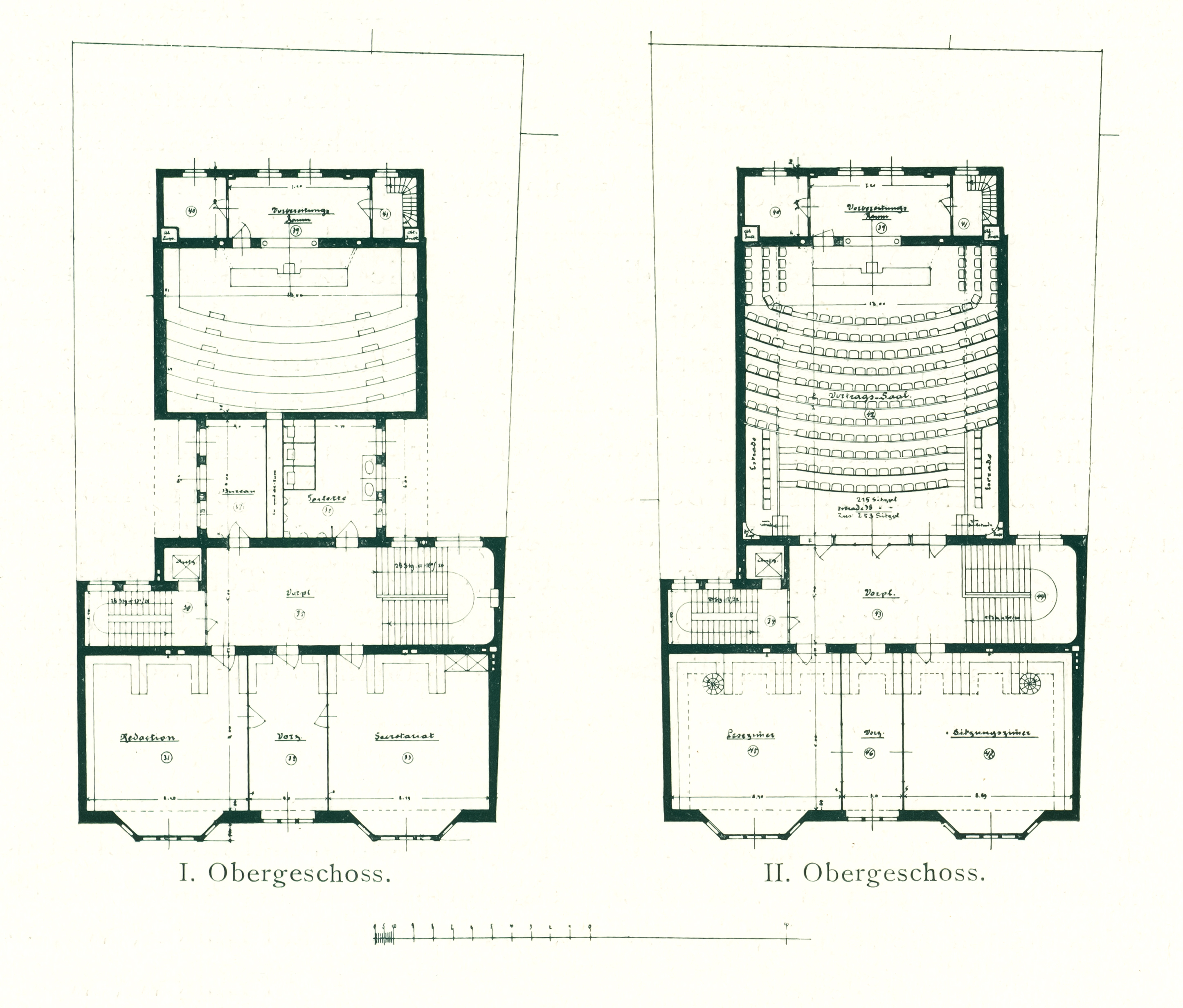
Grundrisse 1. und 2. Obergeschoss
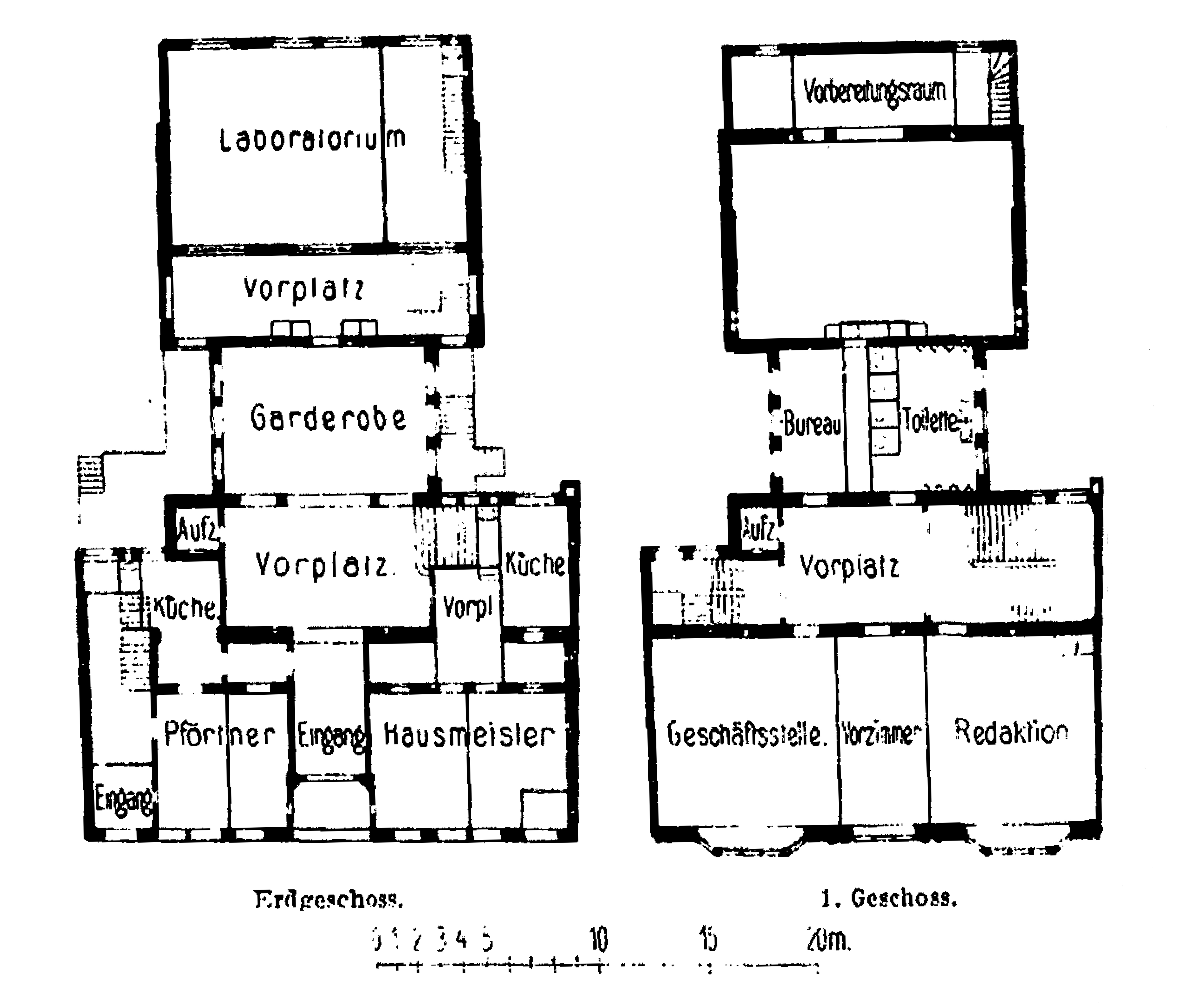
Grundrisse Erdgeschoss und 1. Obergeschoss
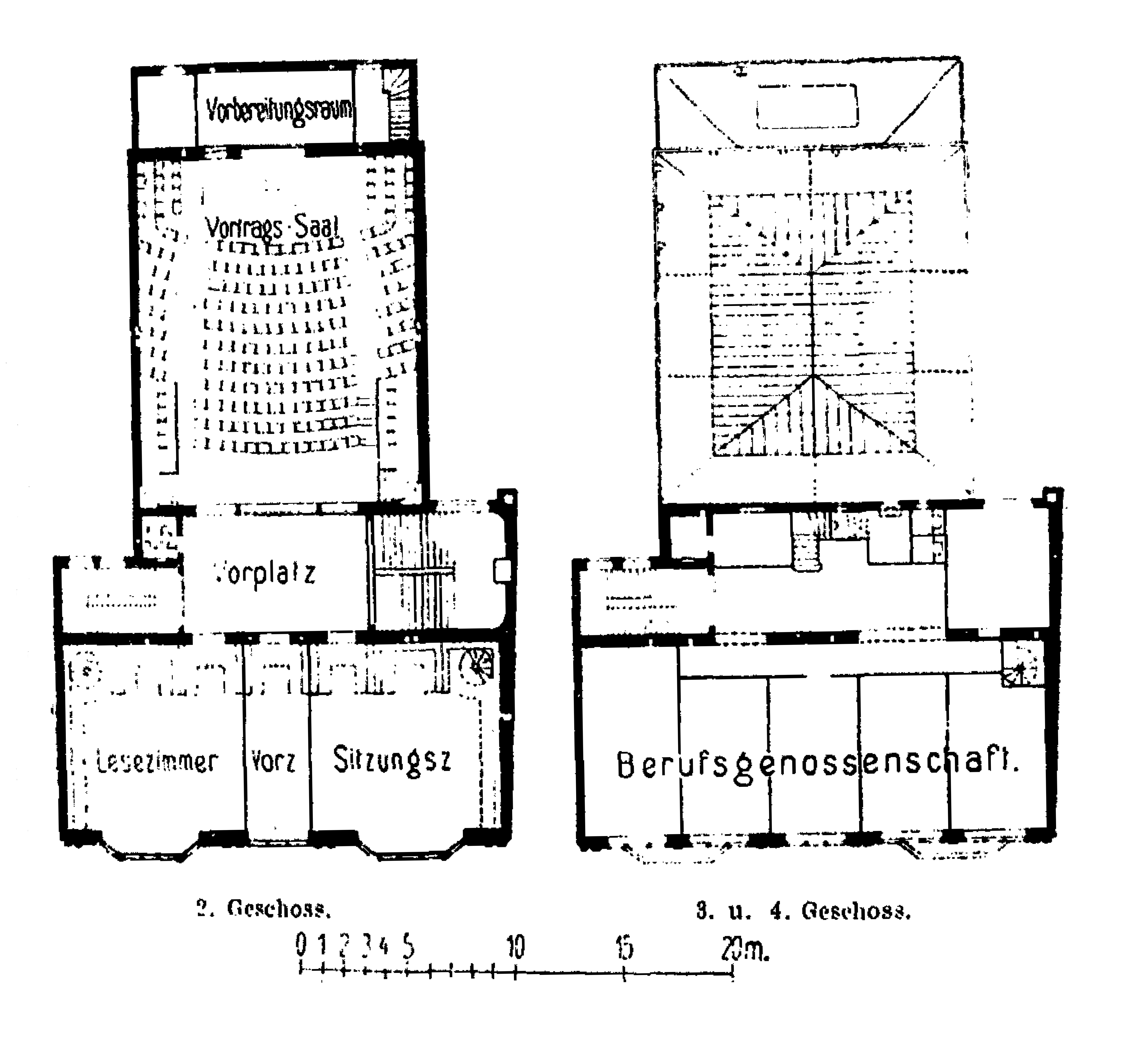
Grundrisse 2., 3. und 4. Obergeschoss
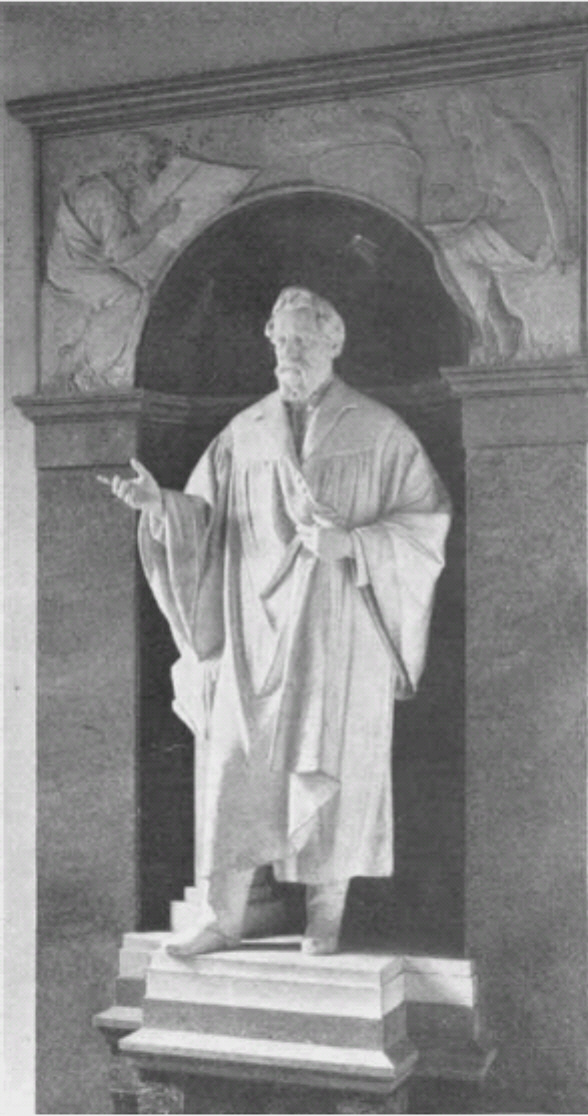
Das Hofmann-Standbild im Haupttreppenhaus

### Fassaden

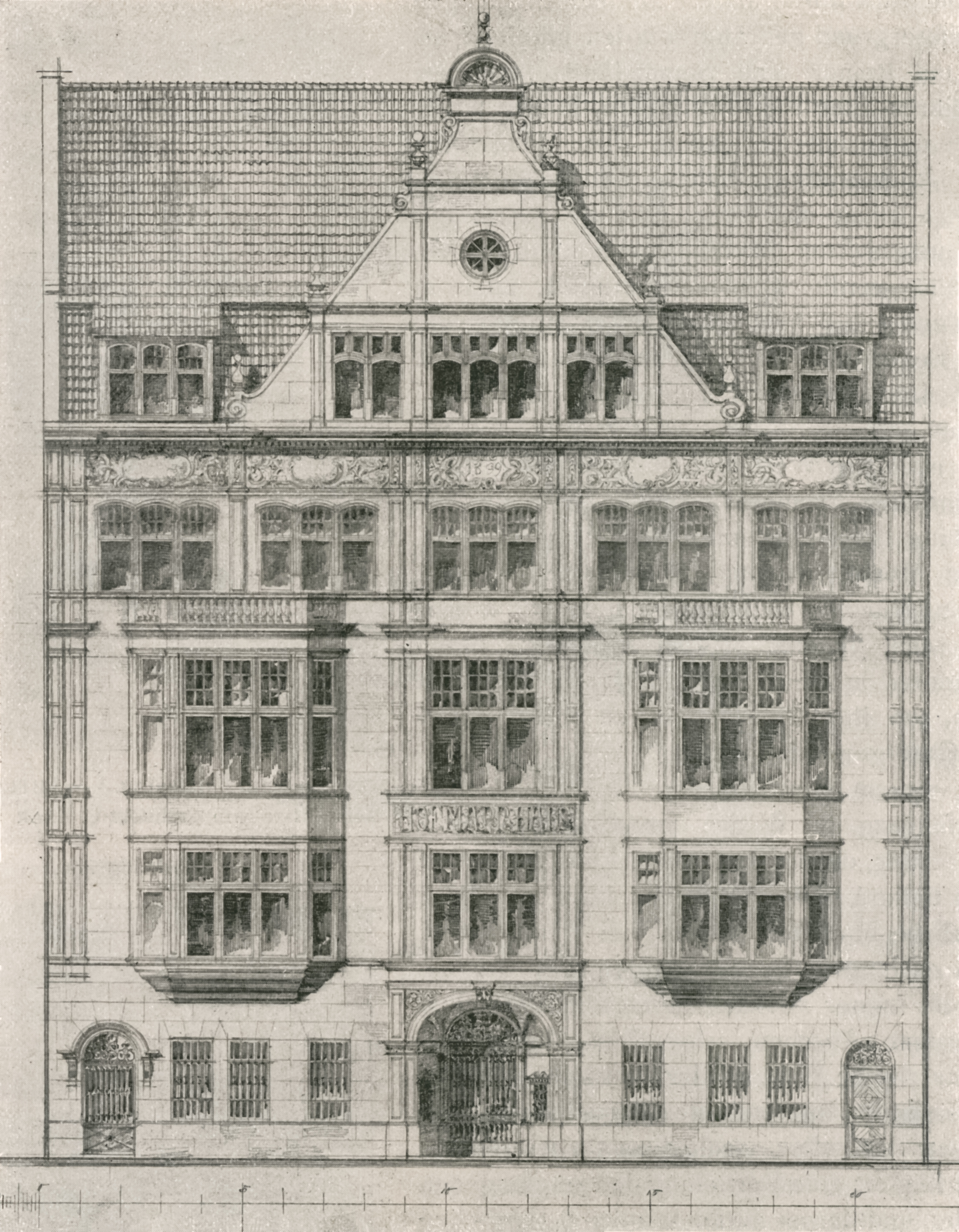
Entwurf der Fassade

An der 22 m breiten Straßenfront wurde die zulässige Gebäudehöhe maximal genutzt. Sie entsprach derjenigen der spätklassizistischen Häuser an der Sigismundstraße 1–3, während die Fassade des Nachbarhauses an der Sigismundstraße 4, die 1895/1896 erbaute Villa Parey, nur ungefähr an die Unterkante des dritten Obergeschosses des Hofmann-Hauses reichte. Dadurch bedrängte die Baumasse des Hofmann-Hauses die Villa, insbesondere nach Fertigstellung des Erweiterungsbaus, und der Konflikt zwischen der Nutzung der Grundstücke für Geschäftshäuser statt der bisherigen für Villen trat augenscheinlich in Erscheinung. Zudem war die Brandmauer des Geschäftshauses in den oberen Etagen von der Straße her sichtbar.
Das Baumaterial – heller schlesischer Sandstein – und den Stil – deutsche Renaissance – hatten die beiden Bauten dagegen gemeinsam. Ein in Feldern gegliederter Renaissance-Giebel in der Mittelachse bekrönte die Fassade des fünfgeschossigen Hauses. Das Erdgeschoss und die untergeordneten Etagen im 3., 4. und 5. Geschoss wiesen mit 3,8 m eine geringere Höhe auf als die beiden Hauptgeschosse in der 1. Etage mit beinahe 4 m und in der zweiten Etage mit 4,8 m. Ein Korbbogen überspannte den Haupteingang in der Mittelachse. Zwischen den dreiteiligen Mittelfenstern des ersten und zweiten Obergeschosses prangte die Inschrift HOFMANN-HAUS vor dem Hintergrund eines ornamentalen Frieses. Zwei breite Erker rechts und links dieser Mittelfenster verbesserten den Lichteinfall in den Hauptgeschossen und sorgten für gute Lichtverhältnisse in den Räumen der Redaktion, der Geschäftsstelle und der Bibliothek. Zudem ließ March die Straßenfenster aus Eisen schmieden, um möglichst große Lichtöffnungen zu erzielen. Im dritten Geschoss gingen die Erker in Balkone über und die wesentlich kleineren Fenster folgten einer anderen Anordnung. Über diese Fenster zog sich ein weiterer Fries und eine Kartusche in der Mittelachse hielt das Baujahr 1899 fest. Das Dach war eingedeckt mit roten, unglasierten Ziegeln. Die Hoffassaden erhielt eine Verblendung aus hellgrauen Verblendersteinen.

## Der Erweiterungsbau Sigismundstraße 3
Schon bald nach der Fertigstellung des Hofmann-Hauses ergab sich die Möglichkeit zur Erweiterung auf dem Nachbargrundstück. Der Vorgängerbau war ein um 1864 erbautes spätklassizistisches Wohnhaus mit vier Geschossen, in dem von 1875 bis zu seinem Tod 1905 der Maler Adolph von Menzel wohnte. 1899 erwarb der Unternehmer und Kunstsammler Eduard Arnhold das Haus von den Erben des 1897 verstorbenen Barons Joseph von Huppmann-Valbella. Arnhold besaß eine Stadtvilla an der Regentenstraße 19a, die rechtwinklig an das Grundstück angrenzte. Durch den Kauf konnte er sein Grundstück um einen Teil des Hinterlandes der Sigismundstraße 3 erweitern und hatte dadurch mehr Platz für die Erweiterung der Kunstgalerie für seine Sammlung. Arnhold verschob aus Rücksicht auf Menzel Verkauf und Abbruch des Hauses stillschweigend bis nach dessen Tod.  Erst 1905 veräußerte er das Haus schließlich weiter an die Berufsgenossenschaft der chemischen Industrie, die es 1907 abbrechen ließ.
Bei den Abbrucharbeiten im Frühjahr 1907 stießen die Bauarbeiter im Atelier Menzels auf Mappen mit Skizzen, Zeichnungen, Noten und Briefen Menzels. Die verständigten Angehörigen Menzels zeigten kein Interesse am Fund und überließen ihn dem Polier. Bei einem Wirtshausbesuch verkaufte er die Blätter an die Meistbietenden. Die verschwundenen Skizzen ließen sich später nicht mehr wieder auffinden.
Den 1907–1908 errichteten Erweiterungsbau entwarf wiederum Otto March, der die Fassade im Wesentlichen einfach verdoppelte. Der am 11. November 1908 seiner Bestimmung übergebene Erweiterungsbau nahm neben der Berufsgenossenschaft mit dem Verein zur Wahrung der Interessen der Chemischen Industrie Deutschlands weitere bisher im Hofmann-Haus untergebrachte Institutionen auf. Gleichzeitig ging das Eigentum am Hofmann-Haus von der Hofmann-Haus Gesellschaft auf die Deutsche Chemische Gesellschaft über. Der Berliner Magistrat ließ 1908 eine Gedenktafel für Adolf Menzel anbringen mit dem Text Hier wohnte von 1875 bis zu seinem Tode der Ehrenbürger Berlins Adolf v. Menzel, geb. 8.12.1815, gest. 9.2.1905. Seinem Andenken die Stadt Berlin 1907.

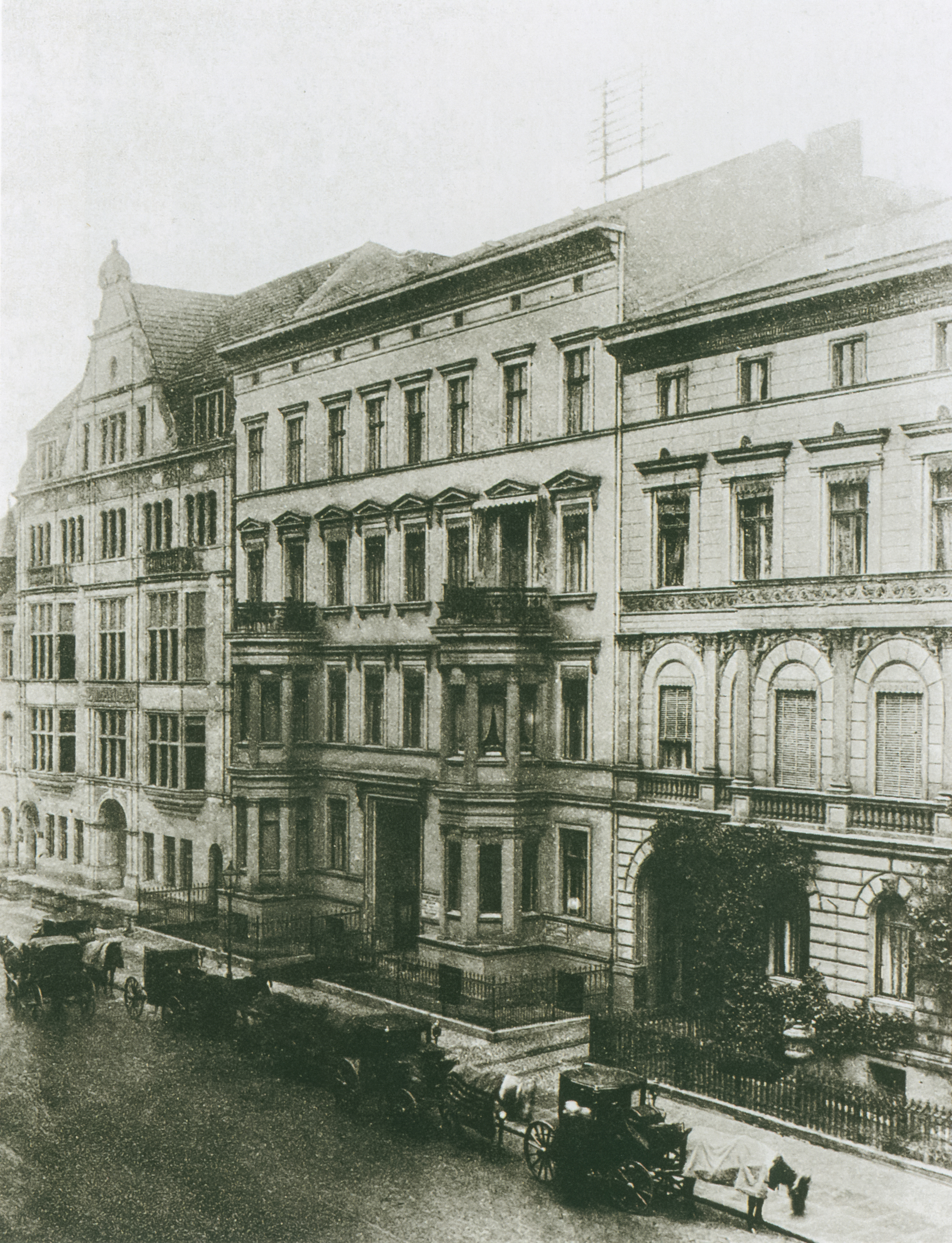
Der Vorgängerbau Sigismundstraße 3
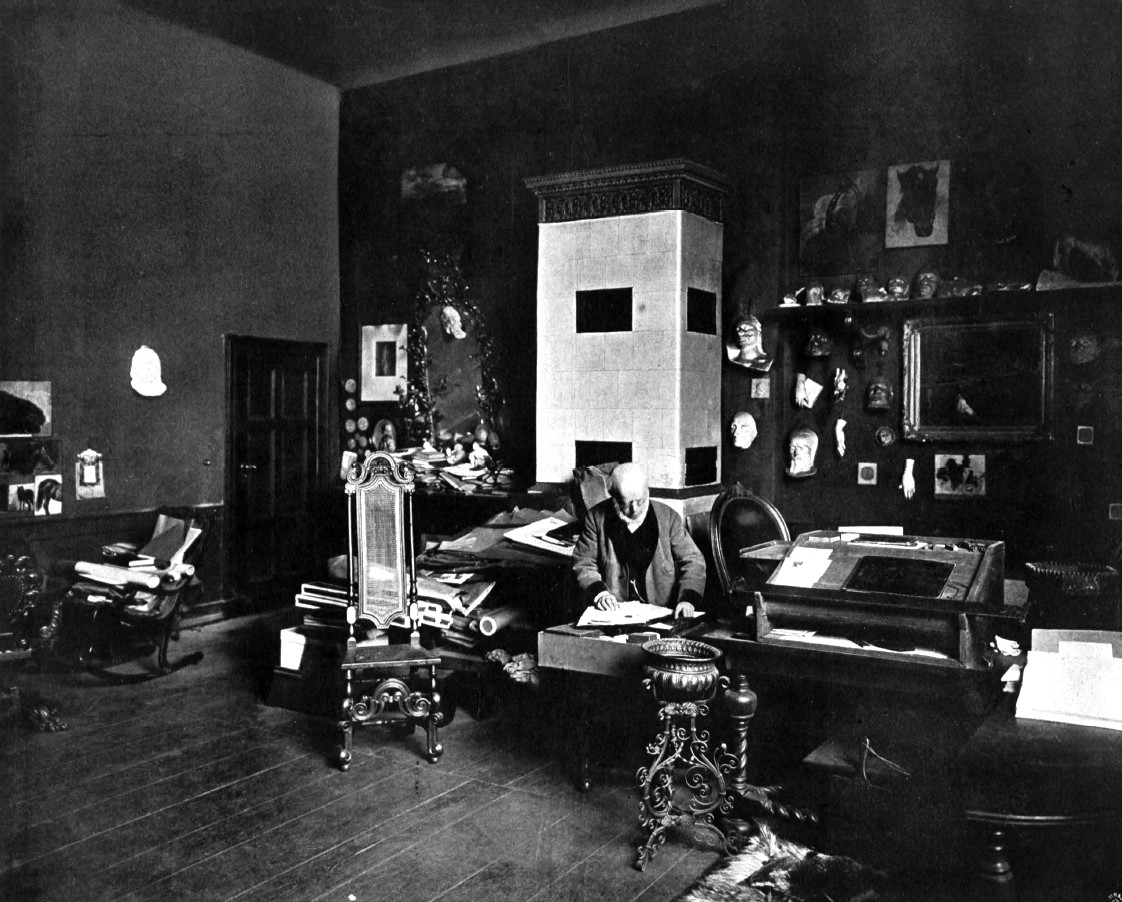
Atelier von Adolph von Menzel an der Sigismundstraße 3
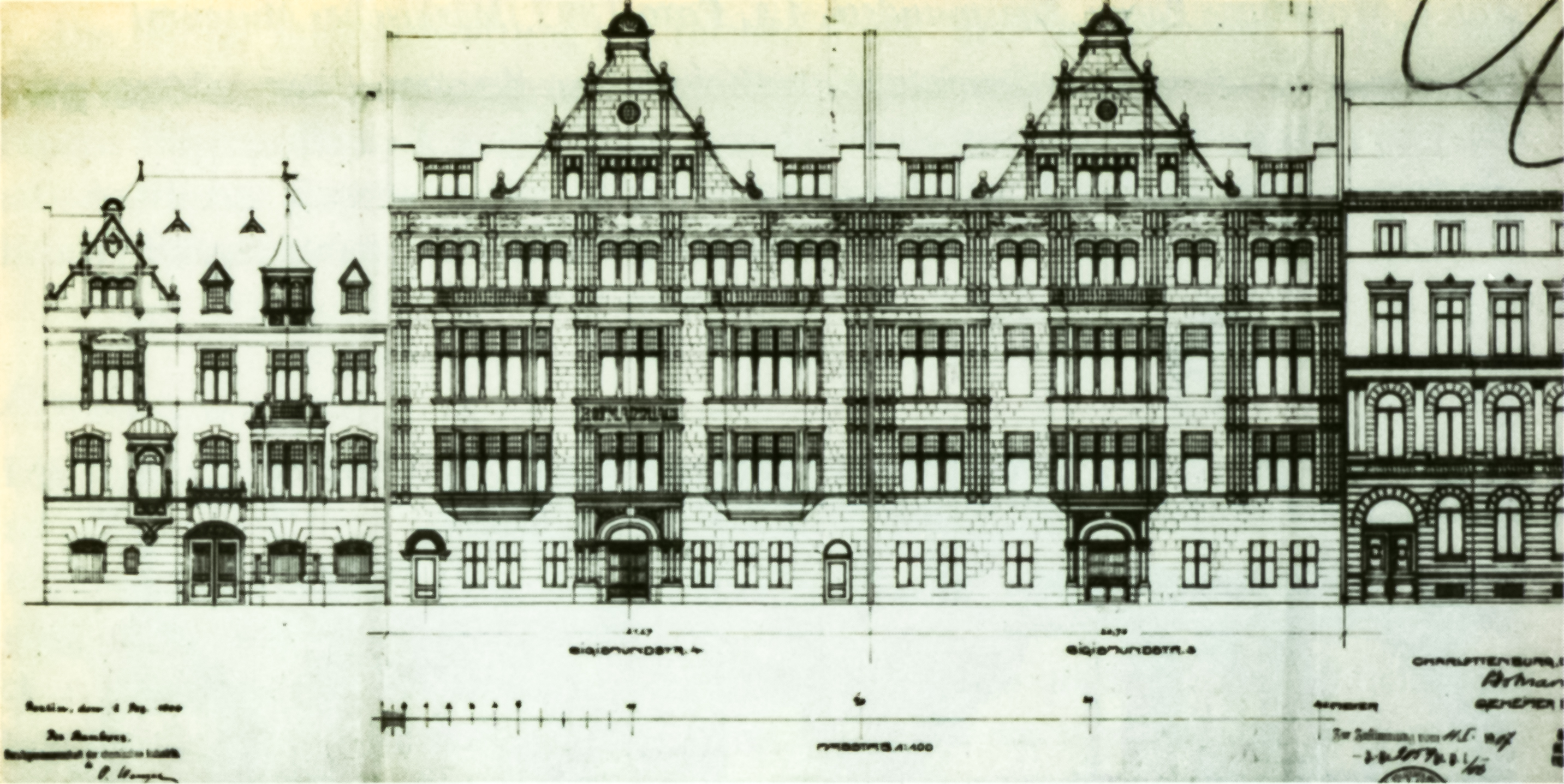
Bauantrag des Erweiterungsbaus mit Fassaden der Nachbarhäuser
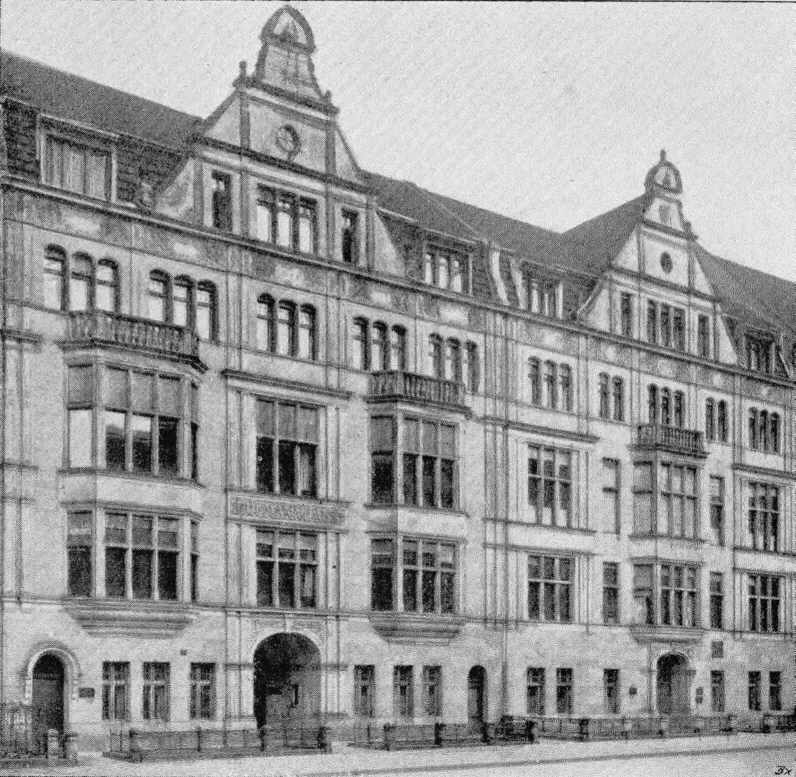
Ansicht des Hofmann-Hauses und seines Erweiterungsbaus 1908

Auch in den kommenden Jahren breiteten sich die Deutsche Chemische Gesellschaft und die Organisationen der Chemischen Industrie weiter aus an der Sigismundstraße, allerdings nicht mehr durch Neubauten, sondern durch Bezug bestehender Bauten. 1921 konnte die Berufsgenossenschaft der Chemischen Industrie das Nachbarhaus Sigismundstraße 2 erwerben. 1922 übernahm die Deutsche Chemische Gesellschaft die Redaktion von Gmelins Handbuch der anorganischen Chemie und fand dafür Räumlichkeiten auf der gegenüberliegenden Straßenseite an der Sigismundstraße 6/7. Der Verein zur Wahrung der Interessen der Chemischen Industrie Deutschlands erwarb im November 1927 ein eigenes Haus in unmittelbarer Nähe an der Regentenstraße 16. Die Gmelin-Redaktion zog 1936 weiter an die Tiergartenstraße 10 und nannte sich ab 1940 Gmelin-Institut.

## Auswirkungen der Machtergreifung und gescheiterte Pläne für ein „Haus der Deutschen Chemie“
Der Anteil an Ausländern an den über 4.000 Mitgliedern der Deutschen Chemischen Gesellschaft betrug 1932 rund 40 %. Trotzdem konnte sie sich der nach der „Machtergreifung“ der Nationalsozialisten 1933 einsetzenden Gleichschaltung und Arisierung nicht entziehen. Dies äußerte sich im Vorstand im Austausch der jüdischen Mitglieder: Karl Andreas Hofmann ersetzte den bisherigen Präsidenten Alfred Wohl und Paul Duden den bisherigen Vizepräsidenten Arthur Rosenheim. Der Redakteur der Berichte der Chemischen Gesellschaft Max Bergmann musste sein Amt an Hermann Leuchs abgeben. Die Geschäftsstelle wies 1932 einen Personalgesamtbestand von 91 Angestellte in den Redaktionen, der Bibliothek und den technische Diensten auf. Der Anteil von „nichtarischen“ Mitarbeitern sank durch Entlassungen von 1933 bis 1935 von 20,43 % auf 9,01 %. Das Ausmaß der Entlassungen gefährdete sogar die fristgerechte Herausgabe des Beilsteins. Eine weitere Folge der geänderten politischen Verhältnisse war die Überführung der Wirtschaftsverbände in die Wirtschaftsgruppen im NS-Staat, wodurch der Verein zur Wahrung der Interessen der chemischen Industrie seine Bedeutung verlor.
Neben der gesellschaftlichen Umgestaltung war die Deutsche Chemische Gesellschaft auch von der geplanten städtebaulichen Umgestaltung Berlins durch die Nationalsozialisten betroffen. Das Gesetz über die Neugestaltung deutscher Städte vom 4. Oktober 1937 und die Verordnung zur Neugestaltung der Reichshauptstadt Berlin vom 5. November 1937 bildeten die juristische Grundlage dazu. Die darauf basierende Dreizehnte Anordnung zur Neugestaltung der Reichshauptstadt Berlin definierte im östlichen Tiergartenviertel einen von der Umgestaltung betroffenen Bereich im Sinne von § 1 Absatz 2 dieses Gesetzes. Hier sollte der von Wilhelm Kreis entworfene Gebäudekomplex für das Oberkommando des Heeres entstehen („Welthauptstadt Germania“). In seinem Schreiben vom 22. März 1938 eröffnete der Oberbürgermeister der Reichshauptstadt Berlin der Deutschen Chemischen Gesellschaft, dass sie ihr Grundstück an der Sigismundstraße bis 1. April 1939 zu räumen habe. Für einen Neubau an anderer Stelle würde Generalinspektor Albert Speer den erforderlichen Eisenbedarf sicherstellen.
Die Gesellschaft wurde auf verschiedenen Ebene aktiv, war doch die Verlagerung der Geschäftsführung, der diversen Redaktionen und der Bibliothek mit ihren über 60.000 Bänden als Basis aller wissenschaftlicher Tätigkeiten der Gesellschaft ein großes Vorhaben, ganz abgesehen von den finanziellen Folgen. In einem Gutachten ließ sie im April 1938 den Wert des Grundstücks ermitteln. Die Schätzung ergab eine Handels- und Verkehrswert von rund 861.600 Mark. Die Wirtschaftsgruppe Chemische Industrie, die mit ihren Räumlichkeiten an der Sigismundstraße 5–8 auf der gegenüberliegenden Straßenseite ebenfalls von den Planungen betroffen war, meldete im April 1938 den gemeinsamen Raumbedarf mit Deutschen Chemischen Gesellschaft bei Albert Speer. Ein Antrag auf Verschiebung des Räumungstermins lehnte der Oberbürgermeister ab. Im Mai 1938 ermächtigte der Vorstand eine Kommission bestehend aus dem Vizepräsidenten Heinrich Hörlein, Richard Kuhn und Rudolf Weidenhagen zum Erwerb eines geeigneten Grundstücks. Während die Deutsche Chemische Gesellschaft einen Bauplatz in der Nähe des Adolf-Hitler-Platzes, des heutigen Theodor-Heuss-Platzes, bevorzugte, favorisierte die Wirtschaftsgruppe Chemie einen Standort am Knie, dem heutigen Ernst-Reuter-Platz. Dort erwarb die Wirtschaftsgruppe im Mai 1938 ein Grundstück an der Fraunhoferstraße / Marchstraße gegenüber der Physikalisch-Technische Reichsanstalt, Ende 1938 ergänzt durch das südwestlich angrenzende Grundstück. Bereits im September 1938 hatten sich die Deutschen Chemischen Gesellschaft mit der Wirtschaftsgruppe Chemie für den Entwurf des Architekten Hans Freese entschieden. Der Kriegsbeginn im September 1939 stoppte vorerst die Pläne für das «Haus der Deutschen Chemie», dazu kamen zunehmende Konflikte zwischen der Gesellschaft und der Wirtschaftsgruppe, die einem Gemeinschaftsbau im Weg standen. Das Projekt wurde Ende August bis auf weiteres, tatsächlich aber endgültig eingestellt.

## Auslagerungen und Zerstörung

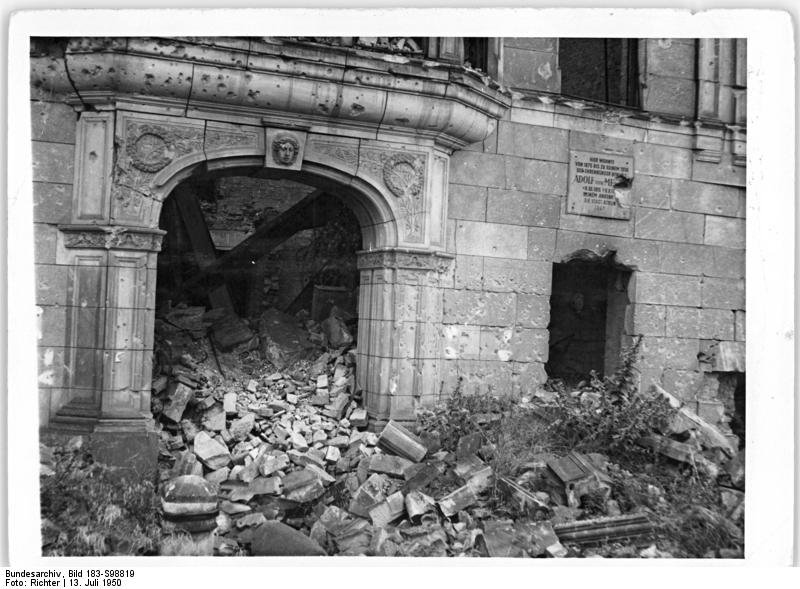
Die Ruine des Erweiterungsbaus Sigismundstraße 3 im Juli 1950

Stoppte der Kriegsausbruch vorerst die Räumung des Hoffmann-Hauses, musste sich die Deutsche Chemische Gesellschaft bald mit den Kriegsfolgen in Form der Bedrohungen durch den einsetzenden Luftkrieges auseinandersetzen. Am 10. August 1943 erhielt sie die Genehmigung des Reichsforschungsrates zur Verlagerung der Bibliothek, der Ölgemälde und der historischen Sammlung in einen Stollen des Kalkbergwerkes in Rüdersdorf bei Berlin. Die Geschäftsstelle bezog im November 1943 Räumlichkeiten im Gasthof Goldene Traube in Rüdersdorf. Im April 1945 beschlagnahmte die Rote Armee die eingelagerte Bibliothek. Sie wurde nach Moskau gebracht und erst im Oktober 1956 kehrten 25 300 Bände in die Obhut der Chemischen Gesellschaft der DDR zurück. Nach deren Auflösung 1990 ging die Hofmann-Bibliothek an die Universitätsbibliothek der Humboldt-Universität zu Berlin. Die Auslagerung erfolgte noch rechtzeitig vor dem ersten schweren alliierten Bombenangriff auf das Tiergartenviertel in der Nacht vom 22. zum 23. November 1943. Während die übrigen Häuser in der Sigismundstraße weitgehend zerstört wurden, blieben das Hofmann-Haus und die angrenzende Villa Parey abgesehen von Fenster- und Glasschäden weitgehend verschont. Dies weckte Begehrlichkeiten der obdachlos gewordenen Reichsstelle Chemie und der Wirtschaftsgruppe Chemie, die sich Ende November 1943 um die Beschlagnahmung des Gebäudes zu ihren Gunsten bemühten. Als Folge des Angriffs verlagerte sich die Redaktion des zweiten Beilstein-Ergänzungswerkes für die Literatur bis 1930 nach Zobten, heute Sobótka in Schlesien. Beim Bombenangriff in der Nacht vom 28. zum 29. Januar 1944 zerstörten Brand- und Sprengbomben das Gebäude zu 60 % bis zur ersten Etage. So verlagerte sich auch die Redaktion des dritten Beilstein-Ergänzungswerkes, das die Literatur bis 1950 abdecken sollte, in die Umgebung von Berlin und lediglich die Dokumentationsstelle verblieb im Erdgeschoss. Eine provisorische Überdachung der Halbruine wurde abgelehnt, aber ab April 1944 war auch die erste Etage provisorisch wieder nutzbar. Der reduzierte Betrieb dauerte noch bis März 1945, Ende April/Anfang Mai setzten entweder Wehrmacht oder die SS die Reste des Gebäudes Brand und zerstörten es endgültig. Die Ruinen wurden zu Beginn der 1950er abgetragen und die Grundstücke geräumt. Mit künstlichen Trümmern versehene diente es 1957 zusammen mit der Villa Parey als Drehort für einige Szenen im Film The Young Lions mit Marlon Brando, Montgomery Clift und Maximilian Schell. In der Nachkriegszeit gingen die Geschäfte der durch ein Kontrollratsgesetz stillgelegten Deutschen Chemischen Gesellschaft im Wesentlichen auf die Gesellschaft Deutscher Chemiker über. In einer 1953 erstellten Vermögensaufstellung wurde als Wert des Grundstücks noch 98.500 Mark eingesetzt. 1960 wurde das Grundstück mit anderen Vermögenswerten auf die Gesellschaft Deutscher Chemiker übertragen, die es 1969 an das Land Berlin verkaufte. Heute steht auf dem Grundstück und den benachbarten Flächen die 1998 fertiggestellte Gemäldegalerie.